# Drogoszewo (osada w województwie podlaskim)
Drogoszewo – osada w Polsce położona w województwie podlaskim, w powiecie łomżyńskim, w gminie Miastkowo.

## Historia
W latach 1921 – 1939 ówczesny folwark leżał w województwie białostockim, w powiecie łomżyńskim, w gminie Miastkowo.
Według Powszechnego Spisu Ludności z 1921 roku osadę zamieszkiwało 169 osób, 146 było wyznania rzymskokatolickiego a 15 mojżeszowego. Jednocześnie 146 mieszkańców zadeklarowało polską przynależność narodową a 15 żydowską. Było tu 9 budynków mieszkalnych. Miejscowość należała do parafii rzymskokatolickiej w Miastkowie. Podlegała pod Sąd Grodzki i Okręgowy w Łomży; właściwy urząd pocztowy mieścił się w m. Miastkowie.
W wyniku napaści ZSRR na Polskę we wrześniu 1939 miejscowość znalazła się pod okupacją sowiecką. Od czerwca 1941 roku pod okupacją niemiecką. Od 22 lipca 1941 do 1945 włączona w skład Landkreis Lomscha, Bezirk Bialystok III Rzeszy.
W latach 1975–1998 miejscowość administracyjnie należała do województwa łomżyńskiego.